# Pic de Macé
Dendrocopos macei
Espèce
Statut de conservation UICN

 LC  : Préoccupation mineure
Le Pic de Macé (Dendrocopos macei) est une espèce d'oiseau de la famille des Picidae.

## Répartition
Son aire s'étend à travers l'Himalaya, le nord-est du sous-continent indien et l'ouest de la Birmanie.

## Sous-espèces
Cet oiseau est représenté par 5 sous-espèces :
- Dendrocopos macei analis (Bonaparte, 1850) ;
- Dendrocopos macei andamanensis (Blyth, 1859) ;
- Dendrocopos macei longipennis Hesse, 1912 ;
- Dendrocopos macei macei (Vieillot, 1818) ;
- Dendrocopos macei westermani (Blyth, 1870).

## Galerie

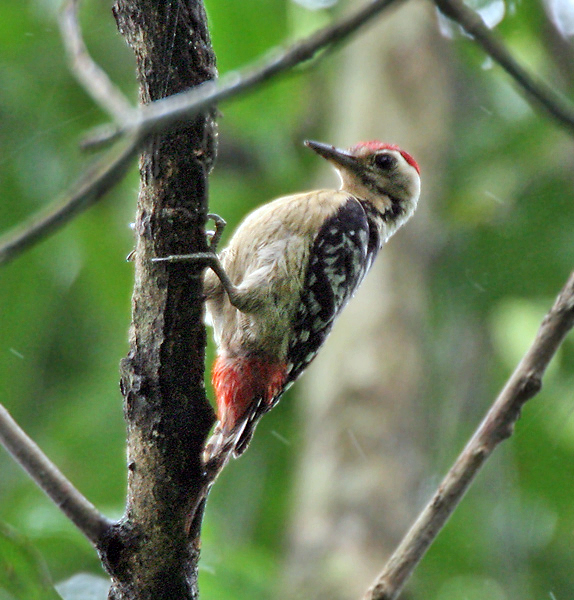
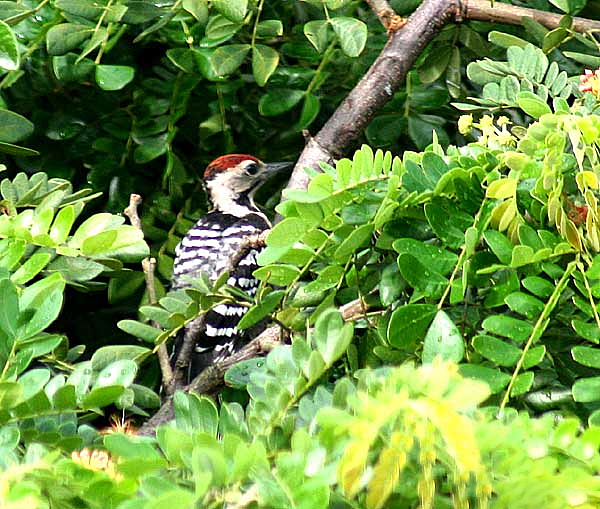
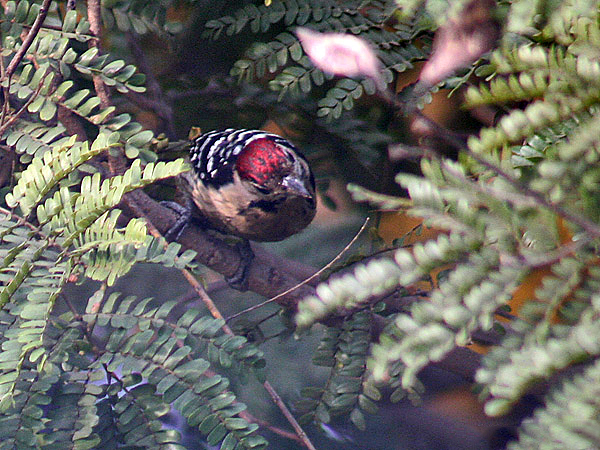
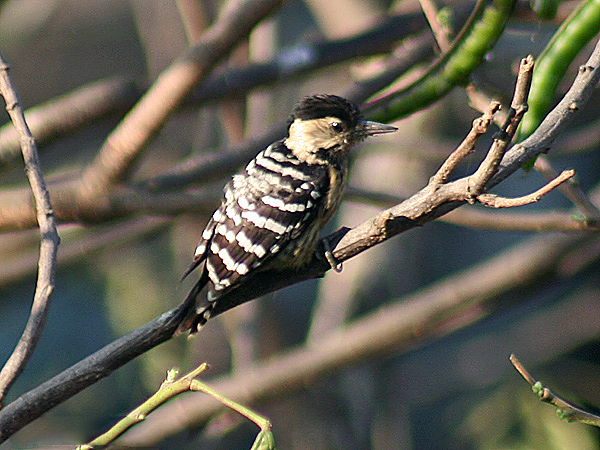
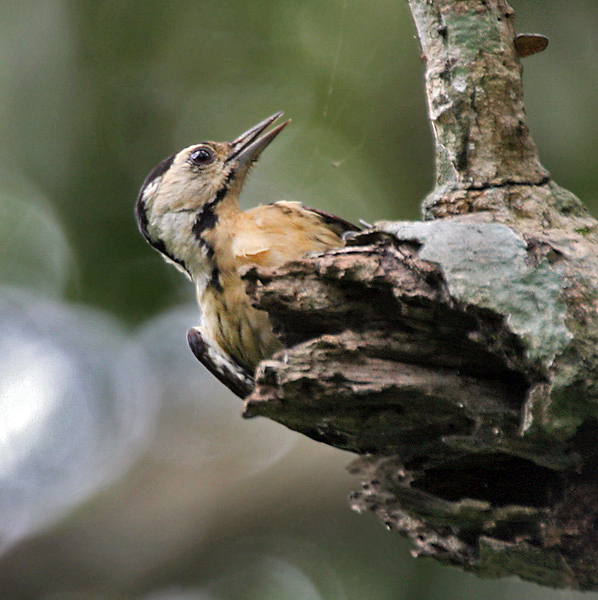